# Idrodeazotazione
Il processo di deidroazotazione (o HDN) rimuove l'azoto presente nella miscela petrolifera usando una corrente di idrogeno, in presenza di un catalizzatore; su scala industriale si utilizzano catalizzatori del tipo di Ni-Mo-S/Al2O3 oppure Co-Mo-S/Al2O3.
Storicamente il processo di HDN era di scarsa rilevanza, a causa del basso tenore di azoto contenuto nei petroli più pregiati. Questa situazione è mutata a causa delle sempre più modeste qualità dei petroli e delle sempre maggiori necessità di incremento della qualità dei carburanti in termini di quantitativi di azoto contenuto, per ridurne le emissioni di NOx nella combustione e per diminuire il quantitativo di azoto presente nelle frazioni petrolifere destinate a processi di hydrocracking e idrodesolforazione (HDS), poiché i composti azotati hanno proprietà basiche e tendono ad avvelenare i siti acidi dei catalizzatori.